# Tabanan (regência)
A Regência de Tabanan é uma regência (kabupaten) da ilha e província de Bali, Indonésia, situada a oeste e noroeste de Dempassar, a capital da ilha. Tem 839,33 km² de área e em 2022 a estimativa oficial de população era 469 340 habitantes (densidade: 559,2 hab./km²). A capital da regência é a vila de Tabanan.

## Turismo
Entre as atrações turísticas situadas na regência destacam-se o Jardim Botânico de Bali e os templos hindus Pura Ulun Danu Bratan e Tanah Lot. Estes últimos são duas das principais imagens de marca de Bali e são locais de peregrinação importante dos balineses. Tanah Lot situa-se no mar, na costa sul da ilha, e o Pura Bratan situa-se no lago Bratan, na região de Bedugul, uma estância de montanha e de lagos, onde também se situa o jardim botânico.
A aldeia de Jatiluwih, no distrito de Penebel, na parte norte da regência, tem arrozais em socalcos que seguem os contornos das encostas, tendo como pano de fundo os montes Batukaru e Agung e que são apontados como os mais impressionantes e extensos de Bali, apesar de menos conhecidos do que os de Tegallalang, nos arredores de Ubud. Na irrigação desses arrozais é usado o subak, o sistema comunitário de gestão de controlo de água de Bali que está classificado pela UNESCO como Património Mundial. Jatiluwih é uma das cinco áreas de arrozais incluídos na nessa classificação. A aldeia situa-se a 700 metros de altitude, o que proporciona uma clima fresco.

## Distritos
A regência está dividida em dez distritos (em indonésio: kecamatan). Os distritos de Kediti e Tabanan, na parte sudeste da regência, fazem parte da área metropolitana oficial da Grande Dempassar (Sarbagita).
| Distrito | Capital    | População (2022) | Área (km²) | Dens. pop. (hab.km²) | Num. de aldeias [♣] |
| --- | ---------- | ---------------- | ---------- | -------------------- | ------------------- |
| Baturiti | Baturiti   | 52 300           | 99,17      | 527,38               | 12                  |
| Kediri | Kediri     | 91 600           | 53,60      | 1 708,96             | 15                  |
| Kerambitan | Kerambitan | 42 500           | 42,39      | 1 002,59             | 15                  |
| Marga | Marga      | 43 400           | 44,79      | 968,97               | 16                  |
| Penebel | Penebel    | 50 700           | 141,98     | 357,09               | 18                  |
| Pupuan | Pupuan     | 43 200           | 179,02     | 241,31               | 14                  |
| Selemadeg | Bajera     | 22 400           | 52,05      | 430,36               | 10                  |
| Selemadeg Barat [♦] | Antosari   | 21 500           | 120,15     | 178,94               | 11                  |
| Selemadeg Timur [◊] | Megati     | 24 300           | 54,78      | 443,59               | 10                  |
| Tabanan | Tabanan    | 77 300           | 51,40      | 1 503,89             | 12                  |
| Totais | Totais     | 469 340          | 839,33     | 559,18               | 133                 |
| [♣] ^ "Aldeia" é a tradução da designação genérica em indonésio do tipo de subdivisão administrativa abaixo das regências. [◊] ^ Selemadeg Oriental [♦] ^ Selemadeg Ocidental |            |                  |            |                      |                     |